# PWS-14
PWS-12 là một loại máy bay huấn luyện hai tầng cánh của Ba Lan, do hãng Podlaska Wytwórnia Samolotów (PWS) phát triển.

## Biến thể
PWS-12
PWS-12bis
PWS-14

## Tính năng kỹ chiến thuật (PWS-14)
Dữ liệu lấy từ Glass, A. (1977)
Đặc điểm tổng quát
- Kíp lái: 1
- Sức chứa: 1
- Chiều dài: 6.9 m ( ft  in)
- Sải cánh: 9 m (29 ft 6¼ in)
- Chiều cao: 2.85 m ( ft  in)
- Diện tích cánh: 25 m2 ( ft2)
- Trọng lượng rỗng: 775 kg ( lb)
- Trọng lượng có tải: 1100 kg (2425 lb)
- Powerplant: 1 × Skoda-Wright J-5A Whirlwind, 164 kW (220 hp)

Hiệu suất bay
- Vận tốc cực đại: 190 km/h (118 mph)
- Vận tốc hành trình: 175 km/h km/h ( mph)
- Tầm bay: 640 km ( dặm)
- Trần bay: 4500 m ( ft)
- Vận tốc lên cao: 4.3 m/s ( ft/phút)